# 林蔡素女
林蔡素女（1903年—1993年），原名蔡素女，字青娥，是一位出身雲林北港的政治人物及婦權運動者。

## 生平

### 早年生活
1903年，蔡素女出生於大槺榔東頂堡的一個漢學世家。她的祖父曾任北港朝天宮管理人以及北港區區長；她的父親蔡幼廷是臺灣總督府國語學校首屆畢業生，畢業後在北港公學校擔任教師，後又從事經商，並設立北港大正製酒會社（後改名慶昌商行）；她的母親是出身斗南地區的張金蓮。蔡素女有一姊蔡亦好及一弟蔡壽郎。
童年時，蔡素女的母親曾欲將她與姊姊一同裹小腳，但在父親一再強調男女平等觀念且表示反對纏足下作罷。
畢業於北港公學校後，蔡素女考入臺北州立臺北第三高等女學校。畢業於臺北州立臺北第三高等女學校後，她曾想前往日本繼續進修，但被父親要求返回北港公學校擔任教師。
1923年，經蔡培火介紹，蔡素女與來自彰化的醫師林麗明結婚。婚後，林麗明在北港開設醫院，並將臺灣民眾黨北港支部設於院內。不久，林麗明遭警察拘留，林蔡素女四處尋求辯護士協助並同意妥協，當局方准許釋放；此後，夫妻倆對於社會運動的支持轉為幕後資金援助為主。 同時，林蔡素女也在家中另外成立「家庭副業無料講習班」，免費教導當地婦女編織毛衣及兒童衣帽等。後來，林蔡素女曾加入愛國婦人會。

### 戰後生活
戰後，林蔡素女加入由謝娥在當地號召成立的婦女會。1950年，林蔡素女獲選為臺南縣婦女會理事長，復參與於中華婦女反共抗俄聯合會擔任總幹事。
1951年，林蔡素女當選雲林縣議會議員並就任；期間，她曾爭取成立雲林婦女福利中心。
1957年，林蔡素女開始擔任臺灣省臨時省議會議員直至1972年；期間，她經常將問政焦點放在地方建設和婦女問題上。
1966年，林蔡素女接掌臺灣省婦女會理事長，並舉辦婦女技藝講習班。
1980年，林蔡素女自監察委員職務退休，並和林麗明一同遷居臺北。
1993年，逝世。

## 外部鏈結
- 臺灣省諮議會- 林蔡素女 （页面存档备份，存于）